# Nombre de Roshko
En mecànica de fluids, el nombre de Roshko (Ro) és un nombre adimensional que descriu els mecanismes de fluxos oscil·ladors. Duu el nom del professor d'earonàutica estatunidenc Anatol Roshko. Es defineix com:
{\displaystyle \mathrm {Ro} ={fL^{2} \over \nu }=\mathrm {St} \,\mathrm {Re} }
{\displaystyle \mathrm {St} ={fL \over U},}
{\displaystyle \mathrm {Re} ={UL \over \nu }}
on:
- St és el nombre de Strouhal;
- Re és el nombre de Reynolds;
- U és la velocitat mitjana del flux;
- f és la freqüència de vessament del vòrtex;
- L és la longitud característica (per exemple el diàmetre hidràulic);
- ν és la viscositat cinemàtica del fluid.

## Correlacions
Roshko va determinar la correlació que es mostra sota basant-se en experiments d'un flux d'aire al voltant de cilindres circulars en un rang de Re=50 a Re=2000:
{\displaystyle \mathrm {Ro} =0.212\mathrm {Re} -4.5} valid over [ 50 <= Re < 200]
{\displaystyle \mathrm {Ro} =0.212\mathrm {Re} -2.7} valid over [200 <= Re < 2000]
Ormières i Provansal van investigar el vessament del vòrtex en l'estela d'una esfera i van trobar una relació entre Re i Ro en el rang 280 < Re < 360.